# Боуэн, Марк
Марк Росслин Боуэн (англ. Mark Bowen; род. 7 декабря 1963, Нит, Гламорган) — валлийский футбольный тренер и бывший профессиональный футболист. Был левым защитником, выступал за такие клубы, как «Тоттенхэм Хотспур», «Норвич Сити», «Вест Хэм Юнайтед», «Симидзу С-Палс», «Чарльтон Атлетик», «Уиган Атлетик» и «Рединг». Марк также выступал за сборную Уэльса на международном турнире. После завершения карьеры в 1999 году работал спортивным менеджером со своим партнёром по сборной Марком Хьюзом в Уэльсе, «Блэкберн Роверс», «Манчестер Сити», «Фулхэме», «Куинз Парк Рейнджерс», «Сток Сити» и «Саутгемптоне».

## Клубная карьера

### Ранняя карьера
Первым клубом Боуэна в 1980 году стал «Тоттенхэм», который только начинал своё развитие как футбольный клуб, но уже в декабре 1981 года Марк подписывает свой первый профессиональный контракт. Карьера игрока не сложилась в клубе из-за того, что Марк уступал в конкуренции игрокам основного состава и был игроком, выходящим с замены, но даже так он сыграл всего лишь несколько матчей за клуб. Летом 1987 года футбольный клуб «Норвич Сити» заплатил £90000 за трансфер Боуэна из «Тоттенхэма». Дебютировал 19 августа 1987 года на Канарских островах в матче против «Саутгемптона» на стадионе «Кэрроу Роуд». Он забил свой первый гол за «Норвич», играя против команды «Вест Хэм» в 1988 году, одержав победу дома со счётом 4:1.
Боуэн провёл большую часть своего первого за сезона в «Норвиче», играя левым полузащитником, но когда партнёр по команде Тони Спиринг покинул клуб, чтобы присоединиться к «Лестер Сити» в 1988 году, Боуэн начал играть левого защитника в течение следующих восьми лет. Марк показывал отличную игру на этой позиции, в результате чего стал одним из лидеров команды, также для команды соперника он представлял большую опасность, когда шёл атаковать ворота. В сезоне 1989/90 он попадает в список топ-бомбардиров чемпионата, также в этом же сезоне забирает награду лучший игрок сезона в «Норвич Сити».
Марк был одним из важнейших игроков команды «Норвич», которая заняла третье место в Премьер-лиге в сезоне 1992/93 и получила путёвку в Кубок УЕФА. Во втором туре Кубка УЕФА Боуэн забил один из самых известных голов в истории «Норвич Сити», когда он забил гол головой в матче против «Баварии» Мюнхен, сделав счёт 2:0. «Норвич» выиграл матч со счётом 2:1 и стал единственным английским клубом, который обыграл «Баварию» на их родном стадионе, пока «Челси» не победил «Баварию» в финале Лиги Чемпионов УЕФА в 2012 году.
В конце 1994/95 сезона у «Норвича» начинаются серьёзные проблемы с финансированием. Этот сезон стал самым худшим в истории клуба, также этот сезон стал последним для Боуэна на «Карроу Роуд». Клуб находился в ужасном финансовом состоянии и был близок к банкротству. Боуэн сыграл за «Норвич Сити» 399 матчей, но не получил возможность для четырёхсотого. В конце сезона Марка выгнали из клуба с целью сократить издержки клуба.
Боуэн был любимым игроком болельщиков «Норвич Сити». В 2002 году клуб отмечал столетие, и болельщики выбрали лучшим игроком за всю историю клуба Марка Боуэна как левого защитника. Он был удостоен попасть в зал славы футбольного клуба «Норвич Сити». Он выиграл множество индивидуальных наград как игрок сборной и клуба «Норвич». Он получил прозвище «Тафф» из-за его валлийских связей, а также «Альберт Тэтлок» из-за его частых жалований руководству команды.

### Конец карьеры
После ухода с «Карроу Роуд», Марк перешёл в «Вест Хэм» как свободный агент, где дебютировал 21 августа 1996 года в домашнем матче против «Ковентри Сити». Он сыграл 20 матчей за клуб и забил только один гол в игре против «Ноттингем Форест». В 1997 году он подписывает контракт с японским «Симидзу С-Палс», опять же на правах свободного агента. После проведённого сезона в Японии он становиться игроком «Чарльтона» в 1998 году, с которым он заполучил попадание в Премьер-лигу, обыграв в финале «Сандерленд» в серии пенальти, где Марк забил решающий мяч.
В 1998 году произошёл последний матч на высоком уровне для Боуэна. Он ушёл из «Чарльтона» год спустя, причиной стали серьёзные травмы и возраст.

## Тренерская карьера
Боуэн начал свою тренерскую карьеру в то время, как Марк Хьюз сделал его своим помощником в валлийской сборной. Затем он присоединился к своему бывшему партнёру по команд Стиву Брюсу, с которым они играли в «Норвич Сити», вместе они начали руководить командой «Бирмингем Сити». В 2002 году под руководством Брюса и Боуэна, «Бирмингем» выиграл путёвку в Премьер-лигу через плей-офф. Они обыграли в финале «Норвич Сити» в серии пенальти. Боуэн остался в «Бирмингеме», он руководил командой в течение двух лет. В августе он вернулся в Уэльс к своему старому другу Хьюзу.
С 16 сентября 2004 года Хьюз был назначен менеджером команды «Блэкберн», и Боуэн присоединился к нему в качестве помощника. В июне 2008 года Боуэн последовал за своим другом в «Манчестер Сити» в качестве помощника управляющего, но в 2009 году они покинули клуб.
В августе 2010 года Марк снова последовал за Хьюзом, чтобы стать его помощником в «Фулхэме». После отъезда Хьюза в 2011 году Боуэн остался в «Фулхэме», но был отстранён от обязанностей помощника менеджера и начал работать в академии. Боуэн работал со своим другом в «Куинз Парк Рейнджерс» в течение года.
Затем Марк присоединился к «Сток Сити» в 2013 году, где оставался до 2018 года.
После того как Хьюз был назначен менеджером «Саутгемптона» в марте 2018 года, Боуэн последовал сразу же за ним. В мае 2018 года было официально объявлено, что Марк Боуэн подписал долгосрочный контракт с клубом. Но 3 декабря 2018 года он был уволен после увольнения Марка Хьюза.

## Статистика игрока
| Клуб            | Сезон        | Лига         | Лига  | Лига | Чемпионат Англии | Чемпионат Англии | Кубок Лиги | Кубок Лиги | Другое | Другое | Итог  | Итог |
| --------------- | ------------ | ------------ | ----- | ---- | ---------------- | ---------------- | ---------- | ---------- | ------ | ------ | ----- | ---- |
| Клуб            | Сезон        | Дивизион     | Матчи | Голы | Матчи            | Голы             | Матчи      | Голы       | Матчи  | Голы   | Матчи | Голы |
| Тоттенхэм       | 1983/84      | Первый       | 7     | 0    | 3                | 0                | 0          | 0          | 0      | 0      | 9     | 0    |
| Тоттенхэм       | 1984/85      | Первый       | 6     | 0    | 0                | 0                | 0          | 0          | 0      | 0      | 6     | 0    |
| Тоттенхэм       | 1985/86      | Первый       | 2     | 1    | 0                | 0                | 0          | 0          | 1      | 0      | 3     | 1    |
| Тоттенхэм       | 1986/87      | Первый       | 2     | 1    | 0                | 0                | 0          | 0          | 0      | 0      | 2     | 1    |
| Тоттенхэм       | Всего        | Всего        | 17    | 2    | 3                | 0                | 0          | 0          | 1      | 0      | 21    | 2    |
| Норвич Сити     | 1987/88      | Первый       | 24    | 1    | 2                | 0                | 3          | 1          | 2      | 0      | 31    | 2    |
| Норвич Сити     | 1988/89      | Первый       | 35    | 2    | 6                | 0                | 3          | 0          | 1      | 0      | 45    | 2    |
| Норвич Сити     | 1989/90      | Первый       | 38    | 7    | 4                | 0                | 3          | 0          | 2      | 0      | 46    | 7    |
| Норвич Сити     | 1990/91      | Первый       | 37    | 1    | 4                | 0                | 2          | 0          | 5      | 0      | 47    | 1    |
| Норвич Сити     | 1991/92      | Первый       | 36    | 3    | 4                | 1                | 5          | 0          | 0      | 0      | 48    | 4    |
| Норвич Сити     | 1992/93      | Премьер      | 42    | 1    | 2                | 0                | 3          | 0          | 6      | 0      | 47    | 1    |
| Норвич Сити     | 1993/94      | Премьер      | 41    | 5    | 2                | 0                | 4          | 0          | 0      | 1      | 53    | 1    |
| Норвич Сити     | 1994/95      | Премьер      | 36    | 2    | 3                | 0                | 5          | 0          | 0      | 0      | 44    | 6    |
| Норвич Сити     | 1995/96      | Первый       | 31    | 2    | 1                | 0                | 6          | 0          | 0      | 0      | 38    | 2    |
| Норвич Сити     | Всего        | Всего        | 320   | 24   | 28               | 1                | 34         | 1          | 17     | 1      | 399   | 27   |
| Вест Хэм        | 1996/97      | Премьер      | 17    | 1    | 0                | 0                | 3          | 0          | 0      | 0      | 20    | 1    |
| Вест Хэм        | всего        | всего        | 17    | 1    | 0                | 0                | 3          | 0          | 0      | 0      | 20    | 1    |
| Симидзу S-Pulse | 1997/98      | J.League     | 7     | 0    | 0                | 0                | 0          | 0          | 0      | 0      | 7     | 3    |
| Симидзу S-Pulse | Всего        | Всего        | 3     | 0    | 0                | 0                | 0          | 0          | 0      | 0      | 7     | 3    |
| Чарльтон        | 1997/98      | Первый       | 36    | 0    | 3                | 0                | 0          | 0          | 3      | 0      | 42    | 0    |
| Чарльтон        | 1998/99      | Премьер      | 6     | 0    | 0                | 0                | 0          | 0          | 0      | 0      | 6     | 0    |
| Чарльтон        | Всего        | Всего        | 42    | 0    | 0                | 0                | 0          | 0          | 3      | 0      | 48    | 0    |
| Уиган           | 1999/00      | Второй       | 7     | 0    | 0                | 0                | 3          | 0          | 0      | 0      | 10    | 0    |
| Уиган           | Всего        | Всего        | 7     | 0    | 0                | 0                | 3          | 0          | 0      | 0      | 10    | 0    |
| Итог карьеры    | Итог карьеры | Итог карьеры | 410   | 30   | 34               | 1                | 40         | 1          | 22     | 1      | 506   | 33   |

## Международная карьера
Боуэн дебютировал за сборную Уэльса 10 мая 1986 года, когда ему было 22 года, играя против сборной Канады. Его последний матч за сборную прошёл 11 февраля 1997 года с Ирландией. Он провёл 41 матч и забил три гола.
| Сборная Уэльса | Сборная Уэльса | Сборная Уэльса |
| Год            | Матчи          | Голы           |
| 1986           | 2              | 0              |
| 1987           | 0              | 0              |
| 1988           | 2              | 0              |
| 1989           | 6              | 1              |
| 1990           | 1              | 0              |
| 1991           | 3              | 0              |
| 1992           | 8              | 2              |
| 1993           | 3              | 0              |
| 1994           | 4              | 0              |
| 1995           | 6              | 0              |
| 1996           | 5              | 0              |
| 1997           | 1              | 0              |
| Всего          | 41             | 3              |
| -------------- | -------------- | -------------- |

## Трофеи

### Тоттенхэм
- Обладатель Кубка УЕФА 1984

### Норвич Сити
- Игрок года 1990

### Чарльтон
- Чемпион Первого дивизиона